# Тамбы
Тамбы — деревня в Майнском районе Ульяновской области в составе Майнского городского поселения.

## География
Находится на расстоянии примерно 5 километров на восток по прямой от районного центра поселка Майна.

## История
В 1913 году было 49 дворов и 435 жителей, две школы. В советское время работали колхозы «Путь Ильича» и им. Кирова (последний стал СПК).

## Население
Население составляло 33 человека в 2002 году (русские 97%), 26 по переписи 2010 года.

## Известные уроженцы
- Макаров Василий Тимофеевич — советский учёный-агрохимик, доктор сельскохозяйственных наук. Преподаватель высшей школы, в 1948—1954 годах ректор Томского университета.
- Старостин Михаил Степанович (род. 1924) — советский и российский инженер-электромеханик, специалист в области вычислительной техники. Лауреат Государственной премии СССР (1981).